# Гонзек, Самуэль
Самуэль Гонзек (словац. Samuel Honzek; род. 12 ноября 2004, Тренчин) — словацкий хоккеист, нападающий клуба национальной хоккейной лиги «Калгари Флэймз» (с 2024 года).

## Биография
Самуэль родился 12 ноября 2004 года в Тренчине, в Словакии.

### Карьера в клубе
Гонзек отыграл два сезона в профессиональном хоккее за «Дуклу Тренчин» из словацкой экстралиги, прежде чем отправиться в Северную Америку. С 2022 по 2024 годы играл за «Ванкувер Джайэнтсз» в WHL. Рассматривался как один из лучших вариантов на драфте НХЛ 2023 года. Был задрафтован «Калгари Флэймз» под общим 16-м номером.
26 июля 2023 года Гонзек подписал трёхлетний контракт начального уровня с «Флэймз». Во время предсезонной игры НХЛ за «Флэймз» 4 октября 2023 года Гонзек получил травму, из-за чего пропустил первые 25 игр сезона WHL 2023/24 годов. По возвращении словак был назначен капитаном «Джайентс» и набрал 7 очков в первых пяти матчах.
9 октября 2024 года, Гонзек дебютировал в НХЛ в матче против «Ванкувер Кэнакс».

### Карьера в сборной
Был членом сборной Словакии на Кубке Гретцки и Глинки в 2021 году, где его команда завоевала серебряные медали.
Трижды, в 2022, 2023 и 2024 годах, представлял Словакию на чемпионате мира среди молодёжных команд. Во время чемпионата мира среди молодёжи 2023 года Гонзек был вынужден досрочно покинуть турнир после того, как порезался коньком, получив травму, из-за которой он выбыл из строя на 6 месяцев.